# CKG48
CKG48是一個在2017年於重慶成立的中國大型女子偶像組合，為SNH48的姊妹團體，隸屬於重慶絲芭影视文化傳媒有限公司。CKG48的基本定位同樣是秉承SNH48的基本定位，基於「可面對面偶像」的造星理念，具備互聯網思維和參與感精神的近距離養成式大型女子偶像團體，充分吸收SNH48的模式特色和運營經驗，並進行區域化改造。

## 概要

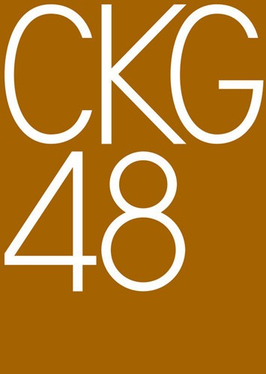
CKG48第一代组合标志。启用时期为2017年10月至2023年6月2日，該時期的團體代表色為咖啡色。

CKG48是一個以重庆為中心活動的中國本土化大型女子偶像團體，而自2019年起運營公司宣布CKG48相關業務將全面輻射至重慶、四川、雲南、貴州等西南地區。CKG48為SNH48第四個姊妹團体，但與其他SNH48姊妹團不同，CKG48並非以「重慶」的漢語拼音縮寫命名，組合名稱取自「重慶」的邮政式拼音（Chungking）的縮寫「CKG」（亦正是重慶江北國際機場的IATA代碼），于部分场合会使用“热血少女”之名称。2017年6月2日，絲芭傳媒在SNH48第四屆總決選啟動儀式上宣佈CKG48成立，同時開啟一期生招募。曾为其專屬表演場地的第一代「CKG48星夢劇院」位於重慶南岸区國瑞中心于2017年11月开业，并于2018年12月31日起停止营业。而作为其專屬表演場地的第二代「CKG48星夢劇院」位於重慶九龙坡区袁家岗喜盈门范城五楼L513号于2023年9月2日开业。
CKG48成立时共有两队，分别是C队和K队。由于CKG48是属于SNH48经纪公司丝芭传媒成立的姊妹团体，并非如SNH48般由AKB48的运营商AKS直接授权建立，因此CKG48并非AKB48集团，K队的英文名称亦未有按AKB48集团队伍顺序命名，而是直接以SNH48集团队伍顺序命名为Team K。

## 略歷

### 2017年
- 6月2日，SNH48第四屆總決選演唱會發佈會上，宣布SNH48第四個官方姊妹團體CKG48成立，並啟動CKG48一期生招募活動[3]。
- 7月29日，CKG48聯合SNH48、BEJ48、GNZ48、SHY48開始招募SNH48九期生、BEJ48四期生、GNZ48四期生、SHY48四期生、CKG48二期生[4]。
- 10月27日，舉辦成員亮相暨新聞發布會，宣告CKG48將於11月3日、11月4日正式出道[5]。
- 11月3日，Team C舉行「第1人称」公演首演[6]。
- 11月4日，Team K舉行「奇幻加冕禮」公演首演[7]。
- 12月3日，CKG48聯合SNH48、BEJ48、GNZ48、SHY48開始招募SNH48十期生、BEJ48五期生、GNZ48五期生、SHY48五期生、CKG48三期生[8]。
- 12月24日，發行第1張EP《甜蜜盛典》[9]。
- 12月28日，CKG48「星夢校園行」活動啟動，與SNH48「星夢校園行」活動模式相同[10]。

### 2018年
- 3月7日，运营方发布公告，由于Team K成员石勤、郑阳莹严重违反团内相关规定，决定将两人從CKG48除名[11]。
- 3月26日，發行第2張EP《奔跑的未來》[12]。
- 4月6日，舉行「星梦游园会」[13]。
- 4月7日，于丝芭偶像节主题公演上公佈8名二期生成員[14]。
- 4月20日，在重慶文化宮大劇院舉辦「MIXING」SNH48×CKG48 重慶站，活動由「咪咕音樂」冠名[15]。
- 5月18日，于「第1人称」公演上宣布二期预备生徐楚雯、徐慧玲升格为正式成员，并加入Team C[16]。
- 5月20日，于「奇幻加冕礼」公演上宣布，兼任Team C的SNH48 Team HII成员刘炅然正式移籍CKG48。同时宣布二期预备生魏小燕升格为正式成员，并加入Team K[17][18]。
- 5月25-26日，聯同SHY48在SNH48 Group專屬狼人殺APP《48狼人殺》舉辦《双城记PK赛》大型狼人殺馬拉松對抗賽，SHY48与CKG48成員在24小時裏輪流進行48場馬拉松式直播比賽[19]。
- 6月16日，Team K舉行「美麗世界」公演首演[20]。
- 6月29日，SNH48 Group运营方上海丝芭文化传媒集团有限公司正式宣布，将开启首次全集团最大规模偶像艺人招募，进一步推动新生代优质偶像的培养。本届招募包括SNH48 Group成员招募、丝芭传媒集团偶像练习生（韩国模式练习生）与米娜演员工作室（影视表演艺人），不限男女，入选选手将接受国内外的专业艺人培训[21]。
- 6月30日，Team C舉行「夢想的旗幟」公演首演[22]。
- 8月19日，冠名CGV影城重庆U城店，并与CGV影城合作，在影城打造CKG48冠名及专属主题影厅，并成立“CKG48冠名厅”[23]。
- 9月1日，于CKG48第五届人气偶像总决选答谢联合特殊公演上公布7名三期生成员[24]。
- 9月16日，在新光天地重慶舉辦「星與心的同行」CKG48總選答謝活動。
- 11月3日，在《一束光的梦想》一周年联合特别公演上发表以下事项：
  - 公布CKG48星梦剧院2017-2018年度剧场MVP，分别由Team C成员冉蔚及Team K成员王露皎获得；[25][26]
  - 预备生康兆薇升格为Team C成员，预备生曹露丹、戴紫薇、方琪、郭爽、彭榆涵、周桐冉升格为Team K成员；[27][28]
  - 经重庆、北京两地运营方慎重考虑，及与成员本人沟通后，Team C成员柏欣妤正式兼任BEJ48 Team J。[29]
- 11月6日，CKG48首部紀錄片《一束光的梦想》上线。

### 2019年
- 1月19日，于SNH48 Group第五屆年度金曲大賞BEST 50发布以下调整[30]：
  - Team C以及Team K解散；
  - 部分成员移籍至SNH48、BEJ48、GNZ48；
  - 部分成员加入基于互联网的偶像养成女团「IDOLS Ft」。
- 3月1日至3日，运营公司宣布CKG48将舉辦CKG48「少女•山茶」（Miss Camellia）系列公演。「少女•山茶」系列公演将分为「生命」、「成长」、「绽放」三个章节，这也是CKG48自2019年首次公演[31][32][33][34]。
- 3月16日，CKG48在重庆重演时代艺术中心举行「少女•山茶•生命」公演首演[35]。
- 4月7日，在重慶寅派動力舉辦《青春的約定》CKG48春季限定演出，同時有以下事項發表：
  - 凡IDOLS Ft成員均可參加CKG48的多項綜合考核，達標者可參加CKG48所有相關活動。同時宣布SHY48一期生李慧通過CKG48對於IDOLS Ft成員的考核，正式加入CKG48；
  - CKG48將聯合MAX伯爵，共同製作CKG48首檔實境真人秀《密逃少女》；
  - CKG48將啟動綜藝節目《熱血少女》，以線上綜藝和線下比賽相結合，競選CKG48五人小組合；
  - CKG48於2019年起，正式將公演、外務等相關業務，全面輻射至重慶、四川、雲南、貴州等西南地區。
- 5月1日至2日，CKG48在成都乐空间举行「奇妙的加冕旅程」巡演，1日的巡演为该套公演的首演。
- 6月2日，在重慶寅派動力舉辦《盛夏好声音》CKG48夏季限定演出，同时宣布IDOLS Ft杨允涵加入CKG48。
- 6月22日，于「奇幻的加冕旅程」公演上宣布，SHY48 1期生张幼柠加入CKG48。
- 7月20日至21日，CKG48在成都乐空间举行「少女•山茶•成长」巡演，20日巡演为该套公演的首演。同时，于首演当天宣布IDOLS Ft鄢羽蝶加入CKG48[36]。
- 9月7日，于当日「少女•山茶•成长」公演上，发表以下事项：
  - IDOLS Ft周倩玉加入CKG48；
  - CKG48将制作创作唱演纪录节目《开机开板！》。
- 10月5日，于「少女•山茶•成长」国庆特别公演上宣布，IDOLS Ft王嘉瑜加入CKG48。
- 12月31日，CKG48在成都东郊记忆举行《凛冬的羽翼》新年特殊巡演；同日，CKG48第二部紀錄片《凛冬的羽翼》於公演首映，并宣布CKG48团综《CKG48的元气味道》将上线。

### 2020年
- 2月18日，运营公司宣布CKG48即日起启动自2019年大重组以来的新一轮成员招募[37]。
- 3月21日，运营方宣布，GNZ48未入列成员左婧媛代役CKG48[38]。
- 4月14日，于《那时花开》特殊云公演上宣布，IDOLS Ft高雪逸加入CKG48。
- 4月21日，于《那时花开》特殊云公演上宣布，IDOLS Ft江鑫加入CKG48。
- 6月20日，CKG48在重庆寅派动力举行「少女•山茶•绽放」公演首演。
- 6月27日，于当日「少女•山茶•绽放」公演上公布3名四期生成员[39]。
- 7月16日，发行新队伍制度下首支单曲《表演季》。
- 8月29日，于当日「少女•山茶•绽放」成都巡演上公布3名四期生成员[40]。
- 9月4日，丝芭传媒于SNH48官网发布对SNH48 Group的队伍调整。其中，IDOLS Ft兼CKG48成员李慧因在SNH48 Group第七届总决选中获得31名，宣布其移籍SNH48 Team SII，同时繼續兼任CKG48[41]。
- 10月24日，于《我的舞台》三周年特殊公演上发表以下事项：
  - 田倩兰获委任为团体的第一任队长[42]；
  - GNZ48 Team Z成员王偲越兼任CKG48[43]；
  - 宣布CKG48将举办「剧场女神」复刻公演。
- 10月31日，于当日「少女•山茶•绽放」成都巡演上宣布，IDOLS Ft刁滢加入CKG48[44]。
- 11月7日，CKG48在重庆寅派动力举行「剧场女神」公演首演。

### 2021年
- 1月31日，于当日「剧场女神」公演上宣布，二期生邹冰清自暂休归队。
- 2月27日，于当日「剧场女神」汉服特别公演上宣布，GNZ48 Team NIII成员吴思琪兼任CKG48[45]。
- 4月13日，运营方宣布，GNZ48 Team Z成员王芊诺兼任CKG48[46]。
- 4月18日，于当日「剧场女神」成都巡演上宣布，由刘弋菡、田倩兰、谯玉珍、杨允涵、王嘉瑜组成的小分队“SPICY”正式亮相，并预定于5月8日首次演出[47]。
- 5月13日，运营方宣布，IDOLS Ft成员赵泽慧回归CKG48[48]。
- 5月22日，于当日「剧场女神」公演上宣布，IDOLS Ft吴晶晶、张爱静、尚官加入CKG48[49]。
- 7月14日，运营方宣布，IDOLS Ft成员冯嘉宝加入CKG48[50]。
- 7月20日，开始招募五期生[51]。
- 8月7日，CKG48聯合SNH48、BEJ48、GNZ48開始招募SNH48十七期生、BEJ48十二期生、GNZ48十二期生、CKG48五期生[52]。
- 10月21日，运营方宣布，BEJ48 Team B成员熊素君加入CKG48[53]。
- 11月27日，于当日"扑通扑通"公演上发表以下事项：
  - 公布7名五期生成员[54]；
  - 宣布CKG48将举办「手牵手」复刻公演。
- 12月11日，于当日"魔法不魔幻"四周年特殊公演上宣布，毛译晗获委任为团体的第二任队长，张爱静获委任为团体的第一任副队长。

### 2022年
- 1月1日，CKG48在重庆寅派动力举行「百分百·手牵手」公演首演，同时在公演上公布1名五期生成员罗恩妮[55]。
- 3月11日，CKG48联合SNH48、BEJ48、GNZ48开始招募SNH48十八期生、BEJ48十三期生、GNZ48十三期生、CKG48六期生[56]。
- 5月2日，于当日「百分百·手牵手」公演上公布1名五期生成员彭含灵[57]。
- 5月31日，运营方发布公告，由于正式成员江鑫有严重违规行为，决定取消其正式成员资格[58]。
- 8月20日，CKG48联合SNH48、BEJ48、GNZ48开始招募SNH48十九期生、BEJ48十四期生、GNZ48十四期生、CKG48七期生[59]

### 2023年
- 2月25日，CKG48联合SNH48、BEJ48、GNZ48、CGT48开始招募SNH48十九期生、BEJ48十五期生、GNZ48十五期生、CKG48八期生、CGT48一期生[60]。
- 5月17日，运营方宣布CKG48将于2023年5月28日舉辦「以爱之名」公演首演[61]
- 5月19日，运营方宣布，由于“不可抗力”的原因，原定将于2023年5月27日舉辦的CGT48星梦剧院开业庆典暨新人联合亮相活动、以及5月28日举行的CKG48「以爱之名」公演首演被取消，并作暂时延后[62]。
- 5月27日，运营方宣布CKG48将于2023年6月4日舉辦「以爱之名」公演首演[63]。
- 6月2日，在CGT48星梦剧院开业庆典暨新人联合亮相活动上公布15名六期生成员。同日，于官方微博上宣布更改组合标志及将在重庆市九龙坡区再建CKG48星梦剧院[64]。
- 6月4日，在CGT48星梦剧院举行「以爱之名」公演首演。
- 8月5日，运营方宣布，第二代CKG48星梦剧院预定于8月26日正式开业[65]。同日，CKG48联合SNH48、BEJ48、GNZ48、CGT48开始招募SNH48二十期生、BEJ48十六期生、GNZ48十六期生、CKG48九期生、CGT48二期生[66]。
- 9月2日，CKG48星梦剧院（第二代）正式开业以及举行「渝愿」公演首演。同日，运营方宣布Team C、Team K重新成立[67]。
- 9月30日，Team C举行「专属派对」公演首演，在公演上公布3名七期生成员[68]。

## 發行作品

### EP
| 张           | 發行日         | 标题           | 發行形式     | 產品編號     | 备注          |              |
| 絲芭文化傳媒 | 絲芭文化傳媒   | 絲芭文化傳媒   | 絲芭文化傳媒 | 絲芭文化傳媒 | 絲芭文化傳媒  | 絲芭文化傳媒 |
| ------------ | -------------- | -------------- | ------------ | ------------ | ------------- | ------------ |
| 1            | 2017年12月24日 | 《甜蜜盛典》   | CD 無        | SNH11101110  | 標準版 捐贈版 |              |
| 2            | 2018年3月26日  | 《奔跑的未来》 | CD 無        | CKG99100118  | 標準版 捐贈版 |              |

### 公演专辑
| 张           | 發行日        | 标题           | 發行形式     | 產品編號     | 备注         |
| 絲芭文化傳媒 | 絲芭文化傳媒  | 絲芭文化傳媒   | 絲芭文化傳媒 | 絲芭文化傳媒 | 絲芭文化傳媒 |
| ------------ | ------------- | -------------- | ------------ | ------------ | ------------ |
| 1            | 2018年6月20日 | 《美麗世界》   | /            | /            | 数码专辑     |
| 2            | 2018年7月2日  | 《夢想的旗幟》 | /            | /            | 数码专辑     |

### 数字單曲
| 张 | 發行日        | 标题       | 發行形式 | 备注 |
| -- | ------------- | ---------- | -------- | --- |
| 1  | 2020年7月16日 | 《表演季》 | 数字单曲 | 收录曲 1. 《表演季》 演唱成员： 李慧（Center）、楊允涵、劉弋菡、雷宇霄、魏小燕、 王夢竹、賴俊亦、譙玉珍、田倩蘭、左欣、 周倩玉、江鑫、吳學雨、張幼檸、王嘉瑜 2. 《天微亮》（劉弋菡Solo） |

### 非EP收錄曲音樂影片
| 發行日        | 标题             | 出演成員 | Center | 备注   |
| ------------- | ---------------- | --- | ------ | ------ |
| 2018年6月8日  | 《美丽世界》     | 吴晶晶、章宇阳、李瑜璇、王露皎、韩林芹、刘炅然、田祯臻、郝婧怡、黄琬璎、林舒晴、赵泽慧、魏小燕、吴学雨、邓倩、夏文倩、艾芷亦 | 吴晶晶 | Team K |
| 2019年10月1日 | 《我和我的祖国》 | 李慧、雷宇霄、杨允涵、毛译晗、黄琬璎、谯玉珍、田倩兰、刘弋涵、王梦竹、魏小燕、赖俊亦、左欣、周倩玉、吴学雨、孟玥、张幼柠     | 李慧   |        |
| 2020年3月22日 | 《和你在一起》   | 劉弋涵、李慧、雷宇霄、毛譯晗、譙玉珍、田倩蘭、王夢竹、魏小燕、吳學雨、楊允涵、曾佳                                           | 曾佳   |        |

### 参与音樂影片
| 發布日         | 标题                         | 出演成員/參與成員 | 备注                             |
| -------------- | ---------------------------- | ----------------- | -------------------------------- |
| 2020年12月25日 | 《新年这一刻（丝芭家族版）》 | CKG48部分成员     | 2021年SNH48 FAMILY GROUP新年单曲 |

### 其他歌曲
| 發行日         | 标题                         | 演唱成員                  | 作词   | 作曲            | 编曲            | 备注                               |
| -------------- | ---------------------------- | ------------------------- | ------ | --------------- | --------------- | ---------------------------------- |
| 2018年5月17日  | 《遊樂園少女記》             | CKG48選拔組               | 小7    | SHIMA           | SHIMA           | 收录于SNH48 EP《森林法則》         |
| 2020年12月22日 | 《新年这一刻（丝芭家族版）》 | CKG48部分成员参与共同演唱 | 甘世佳 | Shaliponte      |                 | 2021年SNH48 FAMILY GROUP新年单曲   |
| 2021年6月1日   | 《笑忘歌》                   | CKG48部分成员参与共同演唱 | 甘世佳 | Mcflied chicken | Mcflied chicken | 收錄於SNH48 EP《怦然心动》         |
| 2021年7月31日  | 《最好的自己》               | CKG48部分成员             | 何非   | 何非、邹宏一    | 樵亮            | 未正式发行                         |
| 2022年3月1日   | 《记得你》                   | CKG48選拔組               |        |                 |                 | 收录于SNH48 专辑《绝无仅有的感动》 |

## 活动
| 名稱                                     | 日期             | 地點                  | 備註   |
| ---------------------------------------- | ---------------- | --------------------- | ------ |
| 2018年                                   |                  |                       |        |
| 【咪咕音乐现场】“MIXING”SNH48×CKG48      | 4月20日          | 重庆文化宫大剧院      | 重庆站 |
| 「星与心的同行」CKG48总选答谢活动        | 9月16日          | 新光天地重庆          |        |
| 让梦想闪耀•CKG48冬季限定演出             | 12月14日         | 重庆寅派动力          |        |
| 2019年                                   |                  |                       |        |
| 青春的约定•CKG48春季限定演出             | 4月7日           | 重庆寅派动力          |        |
| CKG48「奇幻的加冕旅程」巡演              | 5月1-2日         | 成都乐空间            | 成都站 |
| 盛夏好声音•CKG48夏季限定演出             | 6月2日           | 重庆寅派动力          |        |
| CKG48「少女·山茶·成长」巡演              | 7月20-21日       | 成都乐空间            | 成都站 |
| CKG48 2020新年特殊公演《凛冬的羽翼》巡演 | 12月31日-1月1日  | 成都东郊记忆•川秀剧场 | 成都站 |
| 2020年                                   |                  |                       |        |
| CKG48「少女·山茶·绽放」巡演              | 8月29日          | 成都东郊记忆•川秀剧场 | 成都站 |
| CKG48《创造炙热的青春》答谢公演          | 8月30日          | 成都东郊记忆•川秀剧场 | 成都站 |
| CKG48「少女·山茶·绽放」巡演              | 9月26-27日       | 成都东郊记忆•川秀剧场 | 成都站 |
| CKG48「少女·山茶·绽放」巡演              | 10月31日-11月1日 | 成都东郊记忆•川秀剧场 | 成都站 |
| CKG48「剧场女神」巡演                    | 11月28-29日      | 成都东郊记忆•川秀剧场 | 成都站 |
| 2021年                                   |                  |                       |        |
| CKG48「剧场女神」巡演                    | 3月20-21日       | 成都东郊记忆•川秀剧场 | 成都站 |
| CKG48「剧场女神」巡演                    | 4月18日          | 成都潮音多功能剧场    | 成都站 |
| CKG48「剧场女神」巡演                    | 6月19-20日       | 成都东郊记忆•川秀剧场 | 成都站 |
| CKG48「扑通扑通」巡演                    | 9月4-5日         | 成都东郊记忆•川秀剧场 | 成都站 |
| 2022年                                   |                  |                       |        |
| CKG48「百分百·手牵手」巡演               | 1月15-16日       | 成都东郊记忆•川秀剧场 | 成都站 |
| CKG48「百分百·手牵手」巡演               | 7月2日           | 成都东郊记忆•川秀剧场 | 成都站 |

## 演出

### 影視作品

#### 电视剧
| 播出时间      | 名称   | 电视频道 | 参与成员 | 备注                  |
| ------------- | ------ | -------- | -------- | --------------------- |
| 2020年2月12日 | 芸汐传 | 湖南卫视 | 刘炅然   | 与SNH48 Group成员共演 |

#### 网络剧
| 播出时间      | 名称   | 播放平台 | 参与成员 | 备注                  |
| ------------- | ------ | -------- | -------- | --------------------- |
| 2018年6月25日 | 芸汐传 | 爱奇艺   | 刘炅然   | 与SNH48 Group成员共演 |

### 節目

#### 网络节目
| 播出时间                     | 名称                              | 播放平台                   | 集数             | 备注                |
| ---------------------------- | --------------------------------- | -------------------------- | ---------------- | ------------------- |
| 2017年11月15日－12月28日     | 听见我的名字                      | 哔哩哔哩                   | 28集             |                     |
| 2018年1月16日－4月16日       | 勒是雾都                          | 哔哩哔哩                   | 15集             |                     |
| 2018年4月12日－6月21日       | 四年八班                          | 哔哩哔哩                   | 16集             |                     |
| 2018年5月8日－6月7日         | 新成员快问快答                    | 哔哩哔哩                   | 6集              |                     |
| 2018年6月16日－9月30日       | 娱乐新人王                        | 哔哩哔哩                   | 6集（1集番外篇） |                     |
| 2018年9月25日－10月11日      | 再给我两分钟                      | 哔哩哔哩                   | 6集              |                     |
| 2018年10月23日－31日         | 我猜猜猜                          | 哔哩哔哩                   | 3集              | CKG48一周年特别企划 |
| 2018年11月22日－12月21日     | 我的下午茶                        | 哔哩哔哩                   | 6集（2集特别篇） |                     |
| 2019年5月28日－9月3日        | 密逃少女                          | 哔哩哔哩                   | 8集              | 第一季              |
| 2021年11月27日－2022年4月4日 | 密逃少女                          | 哔哩哔哩、新浪微博、口袋48 | 9集              | 第二季              |
| 2020年1月18日－2月22日       | CKG48的元气味道                   | 哔哩哔哩                   | 4集              |                     |
| 2020年3月27日－9月1日        | 状况练歌房                        | 口袋48                     | 17集             | 直播节目            |
| 2020年4月24日                | 圆桌会议                          | 口袋48                     | 1集              | 直播节目            |
| 2020年5月8日                 | 你“慧”是谁剧本杀                  | 口袋48                     | 1集              | 直播节目            |
| 2021年8月25日                | 今夜狼人杀                        | 口袋48                     | 1集              | 直播节目            |
| 2021年11月7－21日            | 游戏时间到                        | 口袋48                     | 3集              | 直播节目            |
| 2021年12月2－7日             | CKG48元气味道-状况厨房            | 哔哩哔哩                   | 2集              | 直播节目            |
| 2022年2月15日                | CKG48元气味道-状况厨房·元宵特别版 | 哔哩哔哩                   | 1集              | 直播节目            |
| 2022年3月9日－4月27日        | 做梦吧!西开姬                     | 哔哩哔哩、口袋48           | 8集              | 直播节目            |
| 2022年5月10日－6月1日        | 做梦吧!西开姬之元气加油站         | 新浪微博、哔哩哔哩         | 10集             | 直播节目            |
| 2022年5月20－27日            | 做梦吧!西开姬-减脂教室            | 新浪微博、抖音、哔哩哔哩   | 4集              | 直播节目            |
| 2022年7月20日                | 爱冲才会赢                        | 哔哩哔哩、口袋48           | 1集              | 直播节目            |
| 2022年8月11－16日            | 圆梦吧!西开姬                     | 新浪微博、哔哩哔哩         | 3集              |                     |

### 纪录片
| 上映时间       | 名称                                        | 备注                  |
| -------------- | ------------------------------------------- | --------------------- |
| 2018年11月6日  | 《一束光的梦想》CKG48 一周年纪录片          | CKG48首部官方纪录片   |
| 2019年12月31日 | 《凛冬的羽翼》CKG48 2019年纪录片            | CKG48第二部官方纪录片 |
| 2023年6月16日  | CKG48女团出道日记：元气少女以爱之名浴火重生 | 腾讯视频首播          |

## 公演

### CGT48星梦剧院常规公演
| 序號 | 公演名稱 | 日期                  | 場次 |
| ---- | -------- | --------------------- | ---- |
| 1    | 以爱之名 | 2023年6月4日－7月16日 | 10场 |

### 重庆寅派动力常规公演
重庆寅派动力是位于中国重庆市九龙坡区袁家岗奥体路1号K-Land小时代梦想艺术乐园5楼的一处音乐展演空间。在2020年之前，CKG48曾在该剧场举行过活动。在2020年6月至2022年8月期间，CKG48曾将其作为固定演出场地使用。
| 序號 | 公演名稱           | 日期                          | 場次     |
| ---- | ------------------ | ----------------------------- | -------- |
| 1    | Miss Camellia 綻放 | 2020年6月20日－10月17日       | 13场     |
| 2    | 剧场女神           | 2020年11月7日－2021年10月23日 | 34场     |
| 3    | 扑通扑通           | 2021年9月21日－               | 暂停公演 |
| 4    | 百分百·手牵手      | 2022年1月1日－                | 暂停公演 |

### 重演时代艺术中心常规公演
重演时代艺术中心是位于中国重慶市渝中区重庆龙湖时代天街D馆3楼的一座小型剧场。在2019年3月至2020年1月之间，CKG48曾将其作为固定演出场地使用。其后，CKG48也偶尔在此演出。
| 序號 | 公演名稱           | 日期                   | 場次 |
| ---- | ------------------ | ---------------------- | ---- |
| 1    | Miss Camellia      | 2019年3月16日－5月11日 | 7场  |
| 2    | 奇幻的加冕旅程     | 2019年5月18日－7月14日 | 7场  |
| 3    | Miss Camellia 成长 | 2019年8月3日－12月28日 | 17場 |
| 4    | 百分百·手牵手      | 2022年6月11日、18日    | 2场  |

### 线上公演
| 序號 | 公演名稱     | 日期                    | 場次 |
| ---- | ------------ | ----------------------- | ---- |
| 1    | 那时花开     | 2020年3月16日－6月16日  | 17場 |
| 2    | 那时花开2021 | 2021年8月21日－11月20日 | 6場  |

### 其他公演
| 序號 | 公演名稱                               | 日期              | 剧场                  | 場次 |
| ---- | -------------------------------------- | ----------------- | --------------------- | ---- |
| 1    | 《梦想代码023》两周年特殊公演          | 2019年10月26日    | 重演时代艺术中心      | 1場  |
| 2    | 《梦想代码023》两周年特殊公演          | 2019年10月27日    | 重庆寅派动力          | 1場  |
| 3    | 谯玉珍生日公演暨CKG48 2020粉丝答谢公演 | 2020年1月11日     | 重演时代艺术中心      | 1場  |
| 4    | 王梦竹生日公演                         | 2020年1月18日     | 重演时代艺术中心      | 1場  |
| 5    | 《创造炙热的青春》答谢公演             | 2020年9月12日     | 重庆寅派动力          | 1场  |
| 6    | 《我的舞台》三周年特殊公演             | 2020年10月24日    | 重庆寅派动力          | 1场  |
| 7    | 《犇》元旦节特殊公演                   | 2021年1月1日      | 重演时代艺术中心      | 1場  |
| 8    | 《1998》谢蕾蕾生日公演                 | 2021年5月29日     | 重庆寅派动力          | 1场  |
| 9    | 《扑通扑通》总选誓师特别公演           | 2021年7月31日     | 重庆寅派动力          | 1场  |
| 10   | 《世界的48种可能》答谢公演             | 2021年10月2日     | 重庆寅派动力          | 1场  |
| 11   | 《魔法不魔幻》四周年特殊公演           | 2021年12月11日    | 重庆寅派动力          | 1场  |
| 12   | 《夏里一跳》五一节特殊公演             | 2022年5月3日      | 重庆寅派动力          | 1场  |
| 13   | 《这Young的我》特殊公演                | 2022年6月4日、5日 | 重庆寅派动力          | 2场  |
| 14   | GNZ48&CKG48“完全不shu”特别公演         | 2022年7月3日      | 成都东郊记忆•川秀剧场 | 1場  |
| 15   | 《出发吧！青春》誓师公演               | 2022年8月13日     | 重庆寅派动力          | 1场  |

### 其他剧场的公演
Team C
| 序號 | 公演名稱 | 日期              | 剧场          | 場次 |
| ---- | -------- | ----------------- | ------------- | ---- |
| 1    | 第1人称  | 2018年6月2日、3日 | SNH48星梦剧院 | 2場  |
| 2    | 专属派对 | 2023年10月4日     | CGT48星梦剧院 | 1場  |

Team K
| 序號 | 公演名稱   | 日期           | 剧场          | 場次 |
| ---- | ---------- | -------------- | ------------- | ---- |
| 1    | 奇幻加冕禮 | 2017年12月30日 | SNH48星梦剧院 | 1場  |
| 2    | 奇幻加冕禮 | 2018年4月21日  | GNZ48星梦剧院 | 1場  |

CKG48
| 序號 | 公演名稱                     | 日期                  | 剧场          | 場次 |
| ---- | ---------------------------- | --------------------- | ------------- | ---- |
| 1    | 百分百·手牵手                | 2022年3月5日          | GNZ48星梦剧院 | 1場  |
| 2    | 百分百·手牵手                | 2022年8月17日         | GNZ48星梦剧院 | 1場  |
| 3    | 以爱之名                     | 2023年7月19、24、27日 | GNZ48星梦剧院 | 3場  |
| 4    | 《初次见面》上海联合特别巡演 | 2023年8月12日         | SNH48星梦剧院 | 1場  |

## 子团体
| 组合名称 | 成員                                   | 备注                                              |
| -------- | -------------------------------------- | ------------------------------------------------- |
| SPICY    | 刘弋菡、田倩兰、谯玉珍、杨允涵、王嘉瑜 | 由CKG48团内成员中的歌舞才艺突出的成员组成的小分队 |

## 注解
1. ↑  在AKB48及其他48系組合中，AKB48、SKE48、JKT48和HKT48分別成立了Team K、Team KII、Team KIII和Team KIV。如按隊伍順序命名，CKG48的K队應命名為Team KV。
2. ↑  于2021年7月31日举行的《扑通扑通》总选誓师特别公演首次披露
3. ↑  5月1日巡演为「奇妙的加冕旅程」公演首演
4. ↑  7月20日巡演为「少女·山茶·成长」公演首演
5. ↑  10月31日、11月1日巡演为「少女·山茶」系列公演千秋乐
6. ↑  截止至2021年12月25日累计演出8场
7. ↑  截止至2022年8月7日累计演出24场

## 外部連結
- 官方网站
- CKG48的新浪微博
- CKG48官方账号的哔哩哔哩个人空间